# Sasha, Benny & Erik
Sasha, Benny & Erik fue una banda de pop/latino mexicana. Estuvo formada por Sasha Sokol, Benny Ibarra y Erik Rubín, tres exmiembros de la banda Timbiriche. 

## Antecedentes
El proyecto comenzó a partir de su primer álbum en vivo denominado Primera fila: Sasha, Benny y Erik. Dicho álbum hizo que el trío ganara popularidad, realizando giras a partir de finales de 2012 hasta 2014. Originalmente, los tres realizaron dos conciertos en el Auditorio Nacional de México en abril de 2013 pero debido a la demanda, realizaron otros dos conciertos más en septiembre del mismo año en dicho lugar.
Su primer álbum fue denominado como el segundo disco más vendido en México de 2013. Posteriormente, lanzaron En vivo desde el Auditorio Nacional. Durante 2014, presentaron su primer álbum de estudio llamado Vuelta al sol. Para 2016, Sasha, Benny y Erik lanzan su álbum titulado Entre amigos el cual, era su último trabajo ya que posterior a esto, volverían a sus carreras de solistas. Debido al éxito de su último álbum, realizaron una gira de despedida el cual, finalizó el 31 de diciembre de 2016. Tuvieron una participación especial en el álbum Conexión de Ana Torroja donde interpretaron la canción "50 palabras, 60 palabras o 100".
El 9 de junio de 2017, Thalía estrena una de sus canciones llamada "Junto a ti" donde Sasha, Benny y Erik se reúnen nuevamente. El trio ha lanzado 4 álbumes, tres de ellos en vivo y uno de estudio, que han alcanzado altas ventas, en total han vendido cerca de 420,000 discos en todo México.

## Discografía
Álbumes de estudio
- 2014: Vuelta al sol

Álbumes en vivo
- 2012: Primera fila: Sasha, Benny y Erik
- 2013: En vivo desde el Auditorio Nacional
- 2016: Entre amigos